# Biengen
Biengen ist ein Dorf im Landkreis Breisgau-Hochschwarzwald in Baden-Württemberg. Biengen hat knapp 2000 Einwohner und ist seit 1971 ein Ortsteil der Stadt Bad Krozingen.

## Wappen
Auf dem Wappen ist auf der linken Seite der Bindenschild, ein Ausschnitt der Nationalflagge von Österreich, zu sehen (siehe Vorderösterreich#Historische Bedeutung). Auf der rechten Seite sind drei Hügel, auf denen ein Rebstock steht. Die drei Hügel stehen für den Rebberg, den Kirchberg und den Dottighofer Buck. Der Rebstock steht für den betriebenen Weinbau in Biengen.

## Geographie
Biengen liegt südlich des Tunibergs im Breisgau, etwa 14 Kilometer südwestlich von Freiburg. Das Dorf ist eingebettet zwischen dem im Norden liegenden Kirchberg und dem südöstlichen Rebberg. Der Fluss Neumagen fließt südwestlich an Biengen vorbei und mündet zwischen Biengen und Hausen an der Möhlin in die Möhlin. Der künstlich angelegte Mühlbach, der vom Neumagen abzweigt, fließt durch den westlichen Teil des Dorfes. Zur Gemarkung der Ortschaft Biengen gehört der Weiler Dottighofen.
Die Nachbarorte von Biengen sind (im Uhrzeigersinn, beginnend von Norden): Hausen an der Möhlin, Mengen, Offnadingen, Bad Krozingen, Schlatt und Feldkirch.

## Politik
Der Ortschaftsrat Biengen besteht aus 10 gewählten Vertretern. Nach der Kommunalwahl vom 9. Juni 2024 ergab sich in Biengen bei einer Wahlbeteiligung von 69,4 % folgende Sitzverteilung:
| Partei/Liste               | Stimmenanteil | Sitze |
| -------------------------- | ------------- | ----- |
| Wählergemeinschaft Biengen | 77,06 %       | 8     |
| Bürgerliste Biengen        | 22,94 %       | 2     |

Ortsvorsteher von Biengen ist Benjamin Borgas, der das Amt seit 2014 innehat.

## Herkunft des Ortsnamens
In den ersten Erwähnungen des Klosters Lorsch wird Biengen unter dem Namen Biwingen, Binningen und auch Bihingen genannt. Die Endung -ingen, welche häufig im alemannischen Sprachraum vorkommt, bezeichnet dabei die Zugehörigkeit zu dem Ort, wo „Bibo“ oder „Biho“ gewohnt hat. Über die Jahrhunderte entwickelte sich der Ortsnamen zu heutigen Biengen.

## Geschichte
Es gibt zahlreiche römische Siedlungsspuren, darunter ein Gutshof an der Ostseite des Rebbergs, der in den 1930er-Jahren entdeckt wurde. Gräber aus dem 5. und 7. Jahrhundert wurden im Zuge von Schanzarbeiten am östlichen Ortsausgang entdeckt. 1999, beim Bau der Merowingerhalle, wurde das Gräberfeld eingehend untersucht und dabei eine hohe Anzahl von Grabhügeln entdeckt. Als die Bauarbeiten abgeschlossen waren, entstand mit dem Merowingerpark dort ein kleiner archäologischer Park, in dem die Grabhügel auf dem Bodenbelag oder als wiederaufgeschüttete Hügel sichtbar gemacht wurden.
Der Ort wurde anlässlich einer Schenkung an das Kloster Lorsch erstmals im Jahr 770 als Biwingen urkundlich im Lorscher Codex erwähnt. Neben weiteren Schenkungen, die bis 793 n. Chr. datieren, wird bereits in einer Urkunde aus dem Jahr 853 Dottighofen erwähnt. In diesen Urkunden wird zudem erstmals Weinbau im Gebiet um Bad Krozingen erwähnt, wie er seit langer Zeit an Schloss- und Rebberg betrieben wird. Neben Lorsch war auch das Kloster Murbach in Biengen begütert, von dem die im 13. Jahrhundert erwähnten Herren von Biengen abhängig gewesen sein dürften.
Die Ortschaft entwickelte sich ursprünglich entlang der heutigen Dottighofer-, Bach-, Ried-, Schloss- und Hauptstraße. Letztere war die Verbindungsstraße zwischen Bad Krozingen und Breisach. Sneweli Bernlap, Herr zu Bollschweil war 1331 Ortsherr. Ihm folgen die Herren von Blumeneck sowie die Herren von Neuenfels, bevor die Ortsherrschaft 1484 mit Ludwig von Pfirt an die Herren von Pfirt überging. Vermutlich um 1500 ersetzte das Biengener Schloss einen älteren Vorgängerbau.
1592 gelangte die Ortsherrschaft an das Haus Sickingen-Hohenburg. 1651 heiratete Johann Reinhard von Pfirt (* 1620; † um 1674) Maria Franziska von Sickingen-Hohenburg (1626–1693) und erwarb damit zugleich wieder die Ortsherrschaft über Biengen. Schwere Zerstörungen führten zum Wiederauf- und Ausbau des Schlosses bis 1790.
Biengen war seit dem Spätmittelalter 14. Jahrhundert Teil des vorderösterreichischen Breisgau gewesen, mit dem es 1805 durch den Frieden von Preßburg an das Kurfürstentum Baden gelangte, welches im folgenden Jahr zum Großherzogtum Baden erhoben wurde. 1812 endete die Ortsherrschaft der Herren von Pfirt zu Carspach, für die Biengen zusammen mit Krozingen das Zentrum ihres rechtsrheinischen Besitzes gewesen war. Das Erbe der Herren von Pfirt traten die Familien von Wangen, von Neveu und von Cornberg an.
Nachdem der Neumagen immer wieder über die Ufer trat, wurde der Bach von 1882 bis 1886 eingedeicht. Zudem wurden zwei gusseiserne Brücken gebaut. Ab 1905 wurde die Wasserversorgung in Biengen aufgebaut, die Stromversorgung folgte kurz vor Beginn des Ersten Weltkrieges.
Zur Zeit des Nationalsozialismus in Biengen lassen sich nur wenige Quellen finden. Auf Antrag der im Gemeinderat sitzenden NSDAP wurde Adolf Hitler im Jahr 1933 die Ehrenbürgerschaft verliehen. Diese wurde ihm im Februar 2025 durch den Gemeinderat der Stadt Bad Krozingen posthum aberkannt. Der Hitlerjurgend wurde ab 1936 ein Raum im Rathaus zur Verfügung gestellt. Im Mai 1939 reiste Hitler von Breisach nach Efringen-Kirchen. Er fuhr in einem Auto mit offenen Verdeck mit, zahlreiche Menschen säumten die Straßen. Unter anderem fuhr Hitler auch durch Biengen. Ab dem Frühjahr 1945 wurde die Ortschaft mehrmals durch französische Truppen beschossen. Einzelne Wohnhäuser wurden getroffen, im April 1945 wurde die Kirche teilweise zerstört, nach dem Krieg wurde sie wieder aufgebaut. Die Brücken nach Hausen, Mengen und Schlatt wurden von der deutschen Wehrmacht gesprengt. Am Sonntag, den 22. April 1945, marschierten gegen 14 Uhr die ersten französischen Truppen in Biengen ein.
Die 1960er Jahre brachten eine Erweiterung der Rebflächen auf dem Rebberg sowie den Bau eines Gewerbegebiets, das später über eine Umgehungsstraße an die A5 angeschlossen wurde. Zudem wurde ein großes Neubaugebiet im Bereich des Lehmbodens und der Breite erschlossen. 1975 wurde bei Dottighofen ein neuer Fußballplatz für den Sportverein gebaut. 2009 folgte mit dem Neubaugebiet Hippenäcker die Erweiterung des Dorfes.
Am 1. Dezember 1971 wurde die Gemeinde Biengen im Zuge der Verwaltungsreform nach Bad Krozingen eingemeindet. Damit verließ Biengen den Landkreis Freiburg und gelangte zunächst zum Landkreis Müllheim. Dieser wurde wiederum zum 1. Januar 1973 aufgelöst, sodass Bad Krozingen mitsamt Biengen zum neugebildeten Landkreis Breisgau-Hochschwarzwald kam.
| Bevölkerungsentwicklung | Bevölkerungsentwicklung | Bevölkerungsentwicklung | Bevölkerungsentwicklung | Bevölkerungsentwicklung | Bevölkerungsentwicklung | Bevölkerungsentwicklung | Bevölkerungsentwicklung | Bevölkerungsentwicklung | Bevölkerungsentwicklung | Bevölkerungsentwicklung | Bevölkerungsentwicklung | Bevölkerungsentwicklung | Bevölkerungsentwicklung | Bevölkerungsentwicklung | Bevölkerungsentwicklung | Bevölkerungsentwicklung | Bevölkerungsentwicklung |      |
| ----------------------- | ----------------------- | ----------------------- | ----------------------- | ----------------------- | ----------------------- | ----------------------- | ----------------------- | ----------------------- | ----------------------- | ----------------------- | ----------------------- | ----------------------- | ----------------------- | ----------------------- | ----------------------- | ----------------------- | ----------------------- | ---- |
| Jahr                    | 1525                    | 1754                    | 1789                    | 1809                    | 1852                    | 1871                    | 1900                    | 1925                    | 1939                    | 1950                    | 1959                    | 1965                    | 1970                    | 1983                    | 2010                    | 2019                    | 2020                    | 2025 |
| Einwohner               | 275                     | 600                     | 605                     | 734                     | 827                     | 718                     | 601                     | 636                     | 606                     | 657                     | 731                     | 809                     | 886                     | 1200                    | 1574                    | 1810                    | 1848                    | 1969 |

## Sehenswürdigkeiten

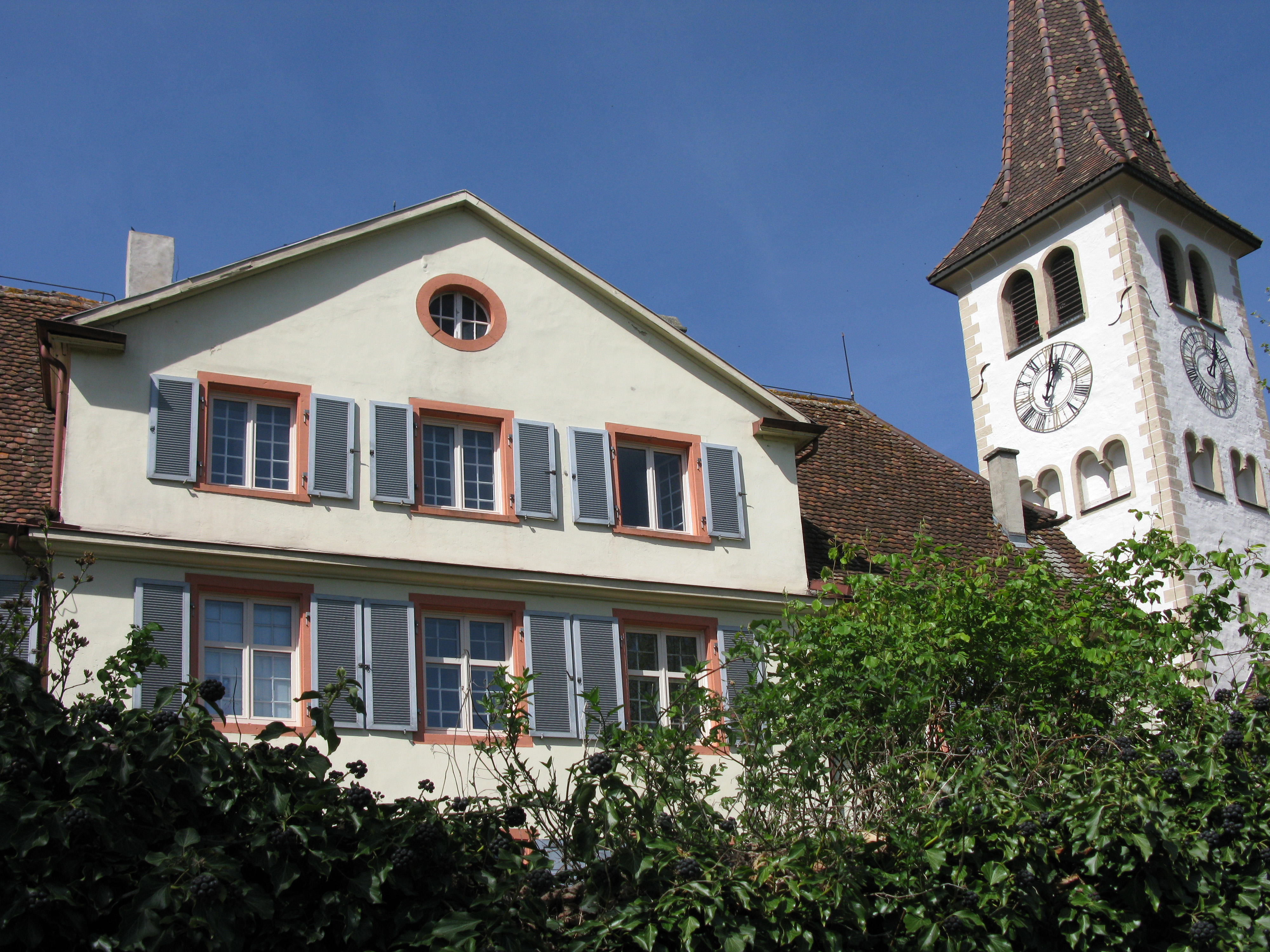
Schloss mit St. Leodegar

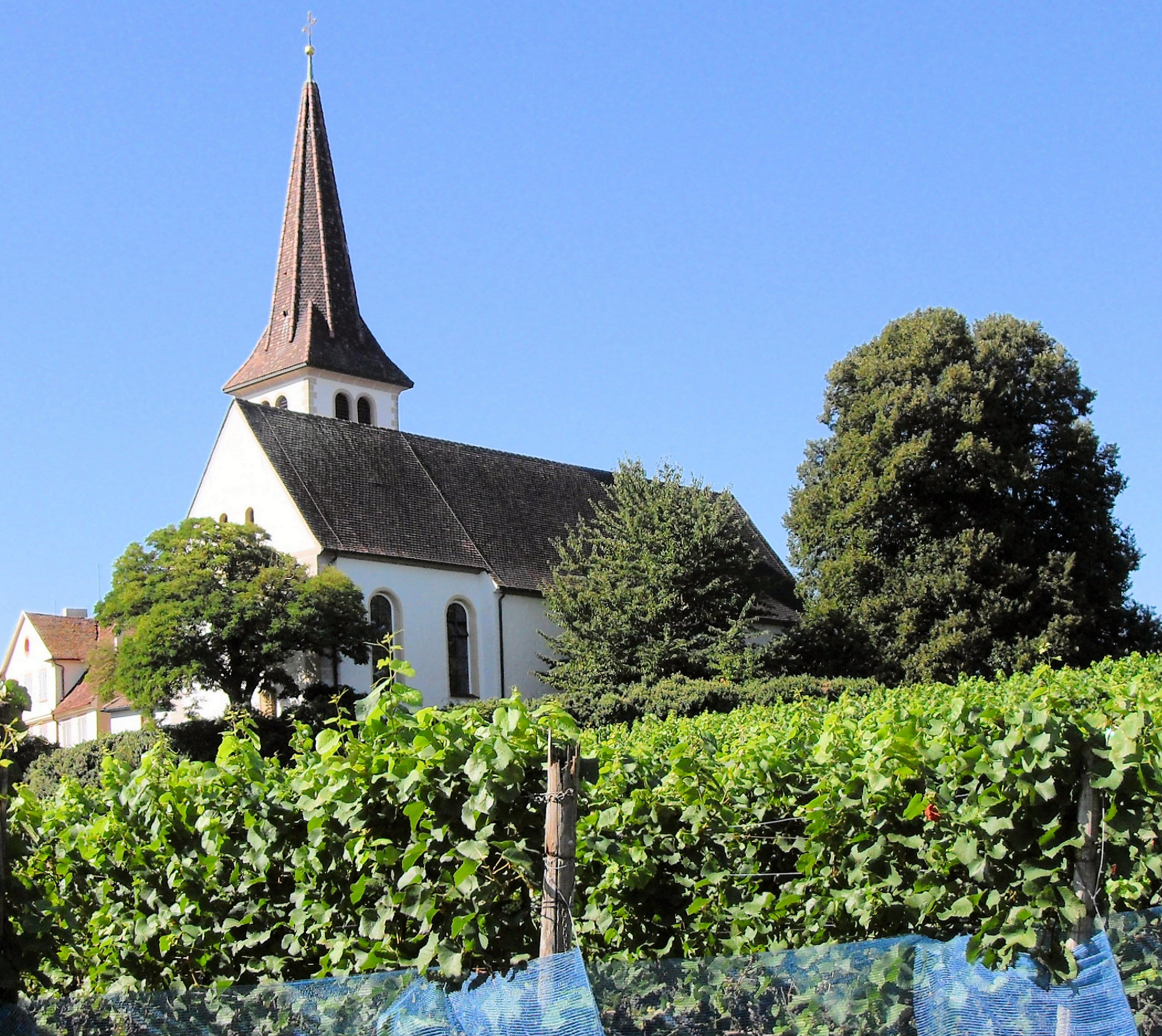
Kirche St. Leodegar

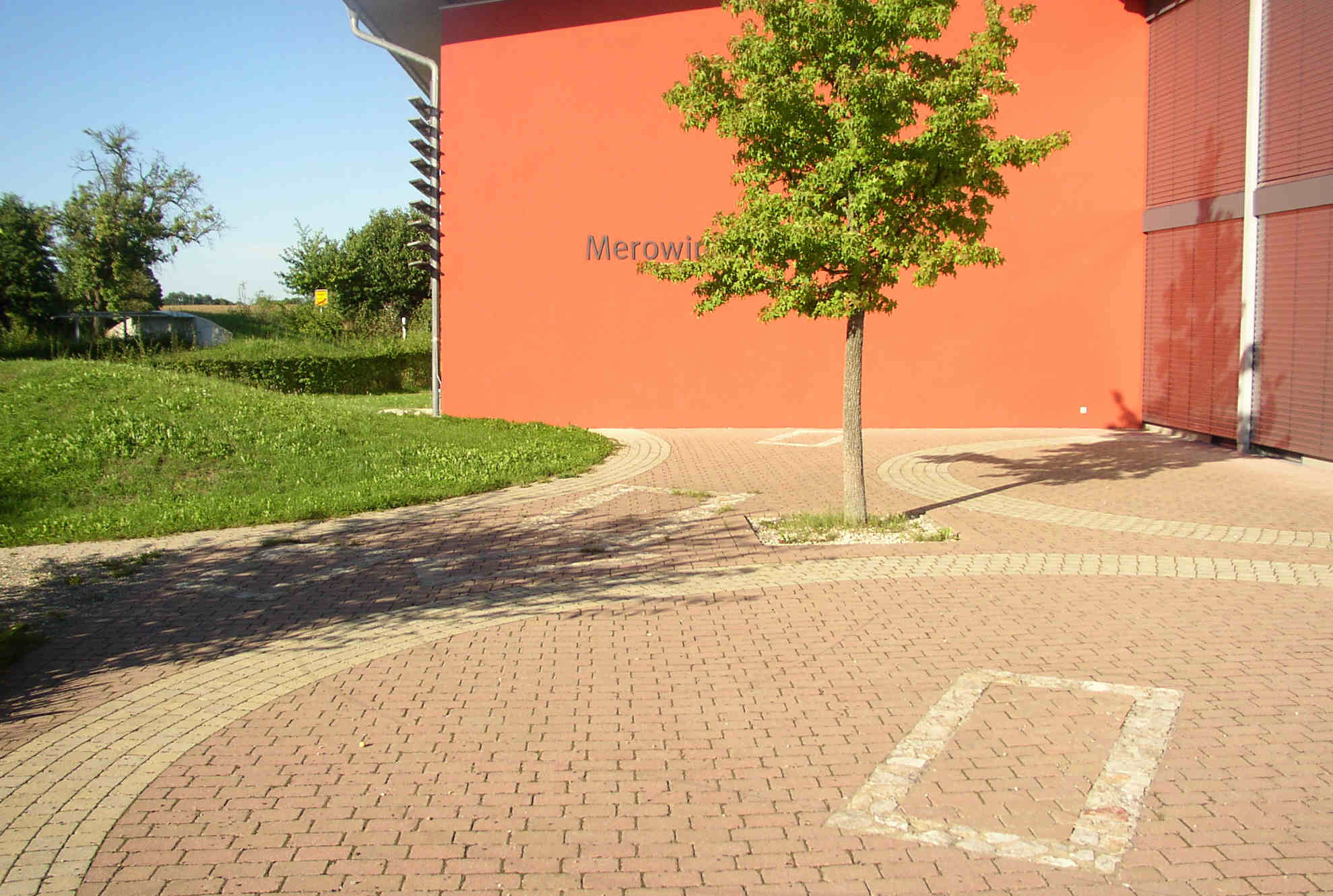
Grabhügel bei der Merowingerhalle

In Biengen steht die Kirche St. Leodegar. Sie wurde 1730 in ihrer heutigen Gestalt errichtet, Teile des Turmes stammen von einem Vorgängerbau. 1986–1987 Umgestaltung durch den Breisacher Künstler Helmut Lutz. Im Jahr 2010 wurde das Kirchendach nach Sturmschäden neu gedeckt. Am Friedhof in Dottighofen befindet sich die Sankt-Jergen-Kapelle, die in der Regel nur bei Bestattungen genutzt wird. Nachdem die kaiserlich österreichische Regierung 1785 Friedhöfe im Ortsinneren verboten hatte, wurden die Bestattungen nur noch in Dottighofen durchgeführt. Jedoch gab es einige Persönlichkeiten, die danach dennoch direkt an der Biengener Pfarrkirche St. Leodegar bestattet wurden. Hierzu gehörten Felix Anton Freiherr von Pfirdt (1713–1793) und Freiherr Friedrich von Wangen (1767–1851) sowie Pfarrer Roman Schmidt (1799–1835).
Der Merowingerpark rings um die Merowingerhalle zeigt alemannische Steinkistengräber auf dem Biengener Gräberfeld, während seit 2005 im Rathaus das Dorfmuseum untergebracht ist und von der Geschichte des Ortes berichten.
Der alemannische Brauch des Scheibenschlagens wird in Biengen aufrechterhalten. Jährlich wird am ersten Fastensamstag das Schiibefier auf dem Rebberg entzündet. Die Scheiben werden dann mit dem traditionellen Ausruf „Schibi, Schibo, wem soll die Schiebe go?“ vom Rebberg hinuntergeschlagen.

## Wirtschaft und Infrastruktur
Im Gegensatz zu anderen Krozinger Ortsteilen gab es in Biengen seit langer Zeit einige Industriegebiete, die in den 1960er-Jahren in das neu angelegte Gewerbegebiet zogen. Es besitzt über die Umgehungsstraße einen Autobahnanschluss. Mehrere Buslinien verbinden Biengen mit Bad Krozingen und Freiburg.
In Biengen ist beispielsweise die Großbäckerei Heitzmann ansässig, die über 90 Filialen in ganz Südbaden betreibt.
Für den Vereins- und Schulsport sowie Feste wird die im Jahr 2001 fertiggestellte Merowingerhalle („Rote Halle“) genutzt. Sie ersetzte die sogenannte „Halle Schief“ im ehemaligen Kindergarten.
Auch in Biengen ist die Nahversorgung in den vergangenen Jahrzehnten zurückgegangen: So gab es bis Anfang der 2000er-Jahre ein Lebensmittelgeschäft in der Hauptstraße. Zudem gab es mit dem Gasthaus Hellstern, dem Pappelhof in Dottighofen und dem Café Wehrle am Neumagen drei Gastronomiebetriebe, die mittlerweile alle geschlossen sind. Derzeit gibt es mit dem Gasthaus Krone, dem Landgasthof Löwen, der Bäckerei Heitzmann und Möhr's Straußi noch vier Gastronomie- bzw. Nahversorgungsbetriebe.

## Vereine
In Biengen gibt es mehrere Vereine:
- Der Sportverein Biengen e. V. wurde im Jahr 1948 gegründet. Seine aktive Fußballmannschaft spielt derzeit in der Bezirksliga. Der Verein verfügt über mehrere Jugendmannschaften, zum Teil in Spielgemeinschaften mit dem SC Mengen und der DJK Schlatt. Der Sportplatz des Vereins liegt beim Weiler Dottighofen.[30]
- Der Freizeitsportclub Biengen e. V. ist ein Sportverein mit mehreren Abteilungen wie Tischtennis oder einen Lauftreff.
- Die Biengener Stai'bruch Hexe e. V. sind eine 2007 gegründete Hexen-Narrenzunft.
- Der Dorfverein Biengen e. V. widmet sich der Brauchtumspflege und betreibt das Dorfmuseum im Rathaus.[31]

Die Vereine organisieren über das Jahr regelmäßig Veranstaltungen und Dorffeste, wie z. B. Maihock, Musikhock, Feuerwehrhock.

## Persönlichkeiten
- Lorenz Duftschmid (* 1964), Musiker
- Laura Benkarth (* 1992), Fußballspielerin

### Ehrenbürger
- Louis Spahr († 1959), Verleihungsjahr: 1955
- August Laub († 1981), Verleihungsjahr: 1968
- Linus Wick († 1986), Verleihungsjahr: 1969